# Maurice Rolland
Ne doit pas être confondu avec Maurice Pierre Rolland ou Maurice Roland.
Pour les articles homonymes, voir Rolland.
Maurice Rolland, né le 2 septembre 1904 à Montauban et mort le 14 janvier 1988 à Paris, est un magistrat et résistant français, Compagnon de la Libération. 

## Biographie

### Formation et début de carrière
Fils du substitut du procureur de Montauban dans le Tarn-et-Garonne, Maurice Rolland naît dans cette ville le 2 septembre 1904. Après avoir obtenu une licence ès lettres, il décide de suivre les traces paternelles et passe un diplôme d'études supérieures en Droit avec lequel il exerce comme avocat à la Cour d'appel de Paris,. En 1927, il est admis dans le corps de la magistrature en tant qu'attaché titulaire.
Affecté comme substitut du procureur à Laon en 1930 puis à Corbeil en 1931, il devient ensuite procureur à Provins en 1935. Il redevient ensuite substitut, d'abord en 1936 à Reims puis en 1937 à Versailles où il se trouve encore au moment du déclenchement de la Seconde Guerre mondiale,.

### Seconde Guerre mondiale
Réformé du service national, il n'est pas mobilisé et conserve son poste. Cependant, face à l'avancée des troupes allemandes, il doit se replier à Guéret puis à Limoges. Le 29 septembre 1940, il est nommé substitut au procureur du tribunal judiciaire de Paris où il rencontre René Parodi,. Bien qu'officiant sous les ordres du régime de Vichy et du procureur collaborationniste Maurice Gabolde, Maurice Rolland n'en a pas moins l'esprit de résistance et commence à réunir autour de lui des connaissances en désaccord avec les conditions de l'armistice du 22 juin 1940,. Adhérent à l'Organisation civile et militaire en 1941, il effectue des missions de renseignement, abrite des agents britanniques et fabrique des faux documents en collaboration avec le réseau Samson et le réseau Résistance pour lequel il participe à l'édition d'un journal clandestin,,. Parallèlement à ces activités clandestines, il poursuit son activité judiciaire principale et entre en conflit avec sa hiérarchie en se montrant clément avec les opposants anti-Vichy et anti-allemands jugés devant les sections spéciales, bien qu'il puisse se montrer parfois sévère avec les résistants communistes,. En novembre 1942, avec son ami René Parodi, il crée et anime un groupe de magistrats résistants de la région parisienne. Il fonde ensuite le Comité de résistance judiciaire, lequel collabore avec le Comité général d'études d'Alexandre Parodi, frère de René, pour l'élaboration de notes sur les procureurs en poste et la préparation de réformes judiciaires à appliquer après la guerre,. 
Après l'arrestation de René Parodi en février 1942 et sa mort en avril suivant, plusieurs membres du réseau sont arrêtés. Maurice Rolland continue cependant son action et, avec Marc O'Neill, coordonne différents groupes de patriotes et constitue des filières d'évasion pour lesquelles il crée de faux-papiers et met en place des refuges. Mais l'étau des autorités se resserrant, Rolland prend un congé maladie et se réfugie dans le Jura. En septembre 1943, il échappe de peu à l'arrestation et dois désormais passer dans la clandestinité totale,. Le mois suivant, à Ramatuelle, il tente d'embarquer dans un sous-marin à destination d'Alger, mais son groupe est surpris par une patrouille allemande et doit se disperser,. Remonté vers Paris, il parvient à embarquer à Compiègne à bord d'un Lysander et rejoint l'Angleterre à la fin du mois de mars 1944,,. 
À Londres, après avoir lancé sur Radio Londres un appel aux magistrats français à ne plus obéir aux ordre de Vichy, il travaille avec Pierre Laroque et Gilberte Brossolette sur la réorganisation de la Justice française,. Il part pour Alger un mois plus tard et devient, pour le compte du Comité français de libération nationale, l'adjoint de François de Menthon en tant que directeur du personnel du commissariat à la Justice,,. Après la Libération de Paris, il revient en France le 2 septembre 1944 et est nommé inspecteur général des services judiciaires,,. À ce titre, il est notamment chargé de renseigner le GRPF sur l'attitude des magistrats français durant l'occupation,. Sillonant la France libérée, il supervise les Cours de justice chargées du juger les collaborateurs et participe à l'application des nouvelles réformes de la Justice.

### Après-Guerre
Le conflit terminé et l'appareil judiciaire réformé, Maurice Rolland reprend ses activités d'avant-guerre. Nommé Substitut du procureur général de la Cour d'appel de Paris en août 1945, il devient ensuite Avocat général auprès de cette même cours le 28 décembre 1948 à son retour de Madagascar où depuis le mois de mars de cette même année, il supervisait les procès consécutifs à l'Insurrection malgache de 1947,,. Le 16 décembre 1955, il est nommé conseiller à la Cours de cassation puis Président de la chambre criminelle de la cours de cassation le 5 août 1969,,.
Parallèlement à son activité principale, Maurice Rolland s'investit particulièrement dans des actions au service du gouvernement et de la Justice française et internationale. En 1956, lors des négociations menant à l'indépendance du Maroc, Alain Savary, secrétaire d'État chargé des affaires marocaines et tunisiennes, lui demande de faire partie de la délégation française. Co-fondateur et président de l'Association des juristes européens, il est également président de l'Association france-Israël des Juristes,. Resté proche de ses anciens compagnons d'arme, il crée et préside l'Amicale des magistrats résistants,. Le 2 septembre 1974, il prend sa retraite de la cours de cassation et en devient président honoraire de chambre,,.
Maurice Rolland meurt le 14 janvier 1988 à l'hôpital militaire du Val-de-Grâce à Paris. Après des obsèques célébrées en la cathédrale Saint-Louis-des-Invalides, il est inhumé au cimetière des Batignolles.

## Décorations
|  |  |  |  |  |  |  |  |  |
|  |  |  |  |  |  |  |  |  |

| Grand officier de la Légion d'Honneur           | Grand officier de la Légion d'Honneur | Grand officier de la Légion d'Honneur | Compagnon de la Libération Par décret du 16 août 1944 | Compagnon de la Libération Par décret du 16 août 1944 | Compagnon de la Libération Par décret du 16 août 1944 | Croix de guerre 1939-1945 | Croix de guerre 1939-1945 | Croix de guerre 1939-1945 |
| Croix du combattant volontaire de la Résistance |                                       |                                       |                                                       |                                                       |                                                       |                           |                           |                           |

## Hommages
- Dans sa ville natale de Montauban, un rond-point a été baptisé en son honneur[9].